# Adaja

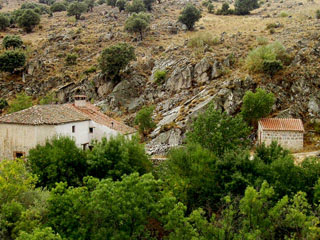
Mulino nella valle dell'Adaja tra Mingorría e Zorita de los Molinos.

L'Adaja è un fiume della Spagna, il secondo affluente di sinistra del Duero più importante dopo il Tormes. Nasce tra la Serrota e la sierra de Ávila, concretamente nel luogo chiamato Fuente Berroqueña o Fuente del Ortigal (Villatoro, Provincia di Avila). È lungo 163 km e drena un bacino idrografico di 5.328 km². La valle dell'Adaja ha ricevuto la catalogazione come sito di interesse comunitario (LICES4180081) per essere dichiarato zona speciale di conservazione (ZSC) all'interno della rete Natura 2000 dell'Unione europea, essendo considerato un corridoio biologico di prima categoria per la fauna.

## Corso
L'alto corso si estende nell'altopiano situato a ovest di Avila, chiamato Valle de Amblés, un'elevata depressione tra la sierra de la Paramera e los Baldíos a sud e la sierra de Ávila a nord. Riceve le acque del versante nord della Serrota da destra già dalla sorgente. Per portata distaccano l'Arroyo de Prado Cimero, l'Arroyo de Majada Verde, l'Arroyo de los Hornillos, e le gole che scendono da Pradosegar e Muñotello, chiamate le gole de los Tejos, de la Gargantilla e de Canto Moreno, rispettivamente. Da sinistra riceve le acque della Sierra de Ávila che vengono da Amavida e Poveda come l'Arroyo Sauceda, l'Arroyo de los Nogales e l'Arroyo del Guijuelo.
Avvicinandosi a Blacha riceve da sinistra i torrenti di Pascuala —chiamato anche torrenete di Villagarcía o Merdero— e da destra il fiume di Narros del Puerto, o Aulaque. Dopo aver attraversato la Cañada Real Leonesa Occidental, chiamata «El Cordel» nella zona, riceve le acque del fiume de la Hija da destra e del fiume Blasco o Pradillo da sinistra, che scende dalla sierra de Ávila e passa per La Torre.
Più a valle, l'Adaja passa per Baterna prima di arrivare al Puente de los Cobos all'altezza di Solosancho, dove si trova il Castro de Ulaca, insediamento vettone come quello di Ávila e di tanti altri centri distribuiti nella zona: Chamartín de la Sierra, Sanchorreja o Las Cogotas. Da essi provengono molte delle sculture zoomorfe —tori o verracos— che sono state trovate in queste terre.
Dirigendosi verso Ávila riceve da destra le acque dei torrenti di Riofrío, La Serna e Grajos. Arrivato ad Avila, e dopo aver ricevuto il fiume Chico — responsabile delle alluvioni nella città di Ávila —, l'Adaja gira verso nord e, uscito dal Valle de Amblés il suo corso si incassa nei graniti della sierra de Ávila, zona scelta per la costruzione della diga del lago di Fuentes Claras di uso ricreativo e, a valle, la diga del lago di Castro de las Cogotas, chiamato così per trovarsi vicino al castro vettone omonimo. Questa incisione nei graniti viene interpretata come dovuta all'azione escavatrice di un antico fiume della valle del Duero che era riuscito a risalire fino alla fossa dell'Amblés, canalizzando verso nord le acque del primitivo lago situato tra le montagne. A Mingorría abbandona il paesaggio granitico e aprendosi il passo nelle argille e le marne del terziario giunge ad Arévalo, dove riceve le acque di uno degli affluenti più importanti, l'Arevalillo. Passato Arévalo, l'Adaja entra brevemente nella provincia di Segovia, e successivamente nella provincia di Valladolid, dove, dopo essersi lasciato Olmedo alla destra, riceve le acque del fiume Eresma poco prima di confluire nel Duero a est di Tordesillas nelle vicinanze di Villamarciel (Valladolid).

## Regime fluviale
Ha un regime pluvio-nivale, con piene nel mese di marzo. Il regime è caratterizzato dall'avere il massimo di portata in corrispondenza della somma delle nevicate invernali, possibilmente precedute o seguite da piogge. La magra interessa tutta l'estate, estendendosi fino all'inizio dell'autunno. Questo regime ha numerosi esempi nella Penisola iberica. Questi fiumi presentano irregolarità intra- e interannuale. Né le nevicate né le piogge sono solo invernali, però in generale il manto nevoso non si mantiene; in questo modo questi fiumi presentano una certa variabilità nell'epoca della massima portata, portando all'irregolarità. La portata massima storica registrata per l'Adaja a Valdestillas, a pochi chilometri dalla confluenza nel Duero, fu di 467 metri cubi al secondo, il 19 dicembre 1989. Dati simili di portata sono stati registrati il 19 dicembre 1997. Negli ultimi anni l'Adaja non ha più portato volumi simili di acqua, soprattutto a causa della costruzione della diga delle Cogotas.

## Vegetazione

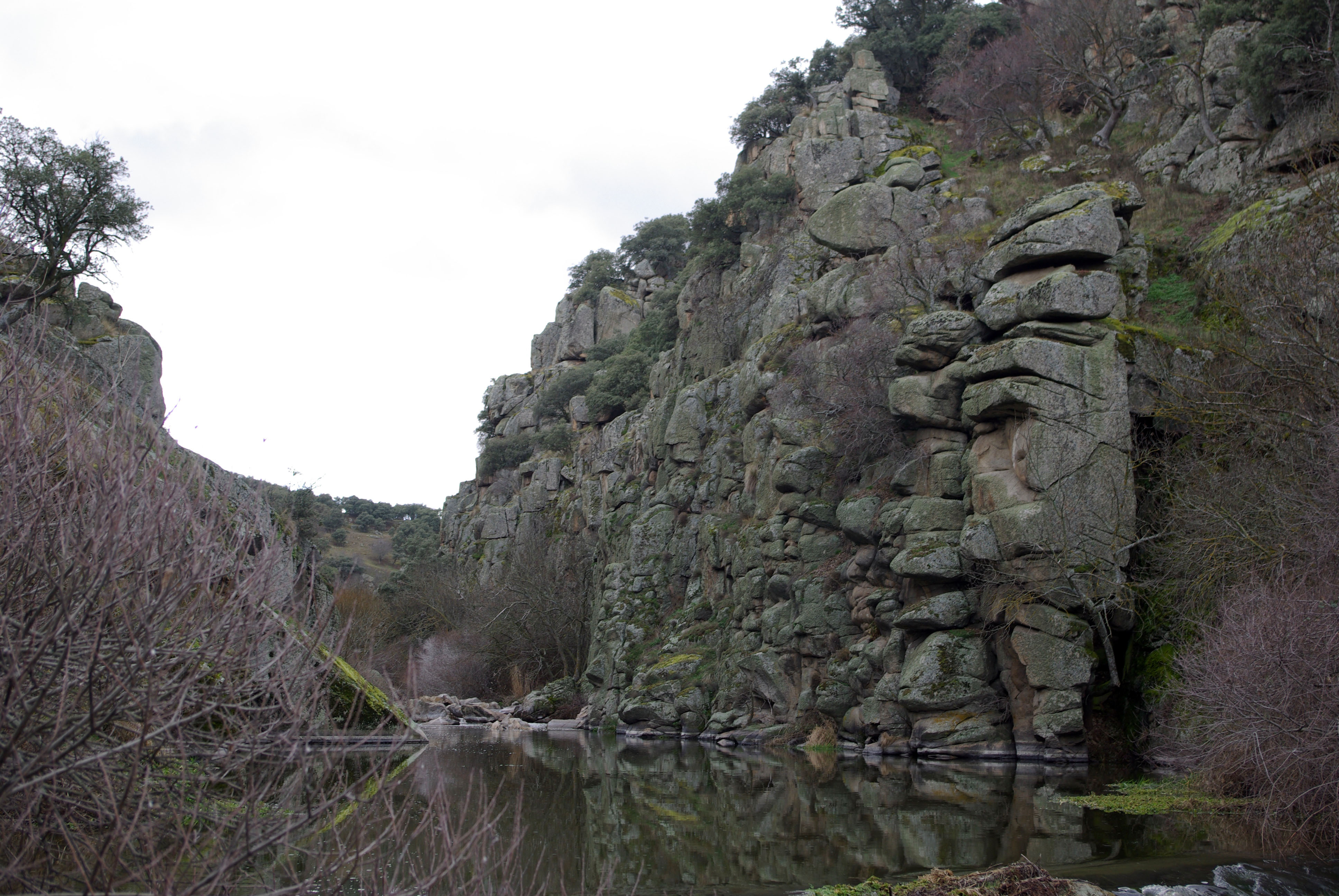
L'Adaja a monte di Mingorría.

Sono interessanti i boschi che lo circondano, con diverse specie di salici (Salix fragilis, Salix alba, Salix triandra, Salix atrocinerea, Salix salviifolia, Salix purpurea), pioppi (Populus tremula, Populus alba, Populus nigra), frassini (Fraxinus angustifolia), olmi (Ulmus minor), biancospini (Crataegus monogyna), prugnoli (Prunus spinosa). Nelle acque correnti del fiume appaiono in primavera i ranuncoli acquatici. Nelle terrazze e piane dell'Adaja nel suo alto corso vi sono prati a fieno dove crescono varie graminacee, tra cui: Digitaria sanguinalis, Phleum pratense, Alopecurus geniculatus, Alopecurus pratensis, Apera interrupta, Agrostis castellana, Holcus lanatus, Holcus mollis, Deschampsia flexuosa, Briza media, Cynosurus cristatus, Poa bulbosa, Festuca rubra,  Festuca ovina, Festuca trichophylla, Festuca nevadensis e Bromus ramosus.

## Fauna
Nelle acque si trovano alcune specie di pesci, come la lamprehuela (Cobitis calderoni), la bermejuela (Achondrostoma arcasii), la boga del Duero (Pseudochondrostoma duriense) e il calandino (Iberocypris alburnoides). Il gambero di fiume (Austropotamobius pallipes), una volta abbondante, è stato sostituito dal cangrejo señal (Pacifastacus leniusculus).